# Ponte do Vale de Bietigheim Enz

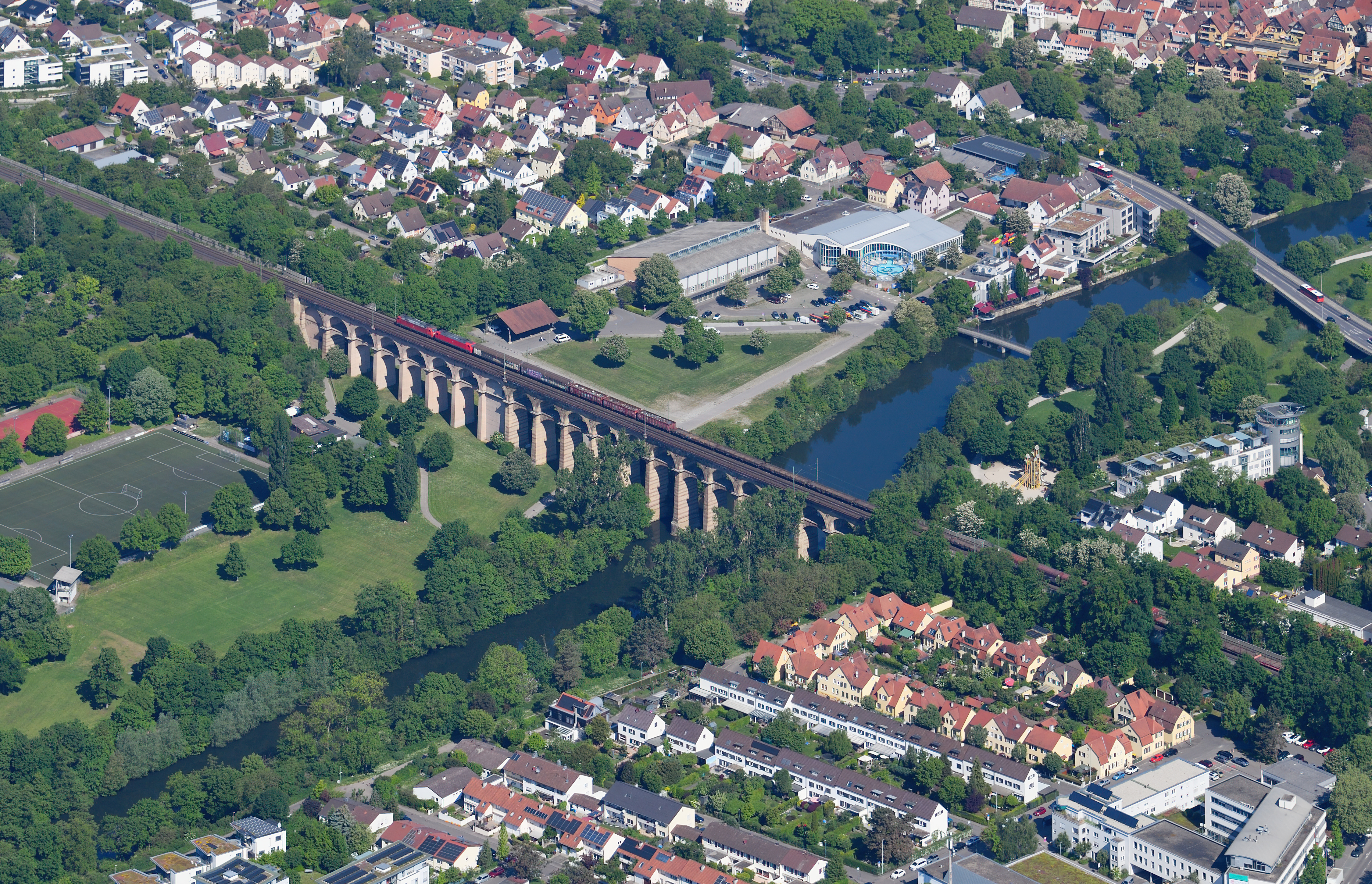
Ponte do vale de Bietigheim Enz, Alemanha

A Ponte do Vale de Bietigheim Enz é uma ponte ferroviária alemã sobre o Rio Enz, afluente do Rio Neckar em Bietigheim-Bissingen. É considerada um dos marcos da cidade.
Foi construída no período de 1851-1853 como a parte da linha férrea. A ponte em arcos utiliza pedras em sua estrutura.
O viaduto tem 287 metros de extensão, aproximadamente 33 metros de altura e 21 arcos. Seis arcos foram destruídos no final da Segunda Guerra Mundial.